# جودة الأرباح

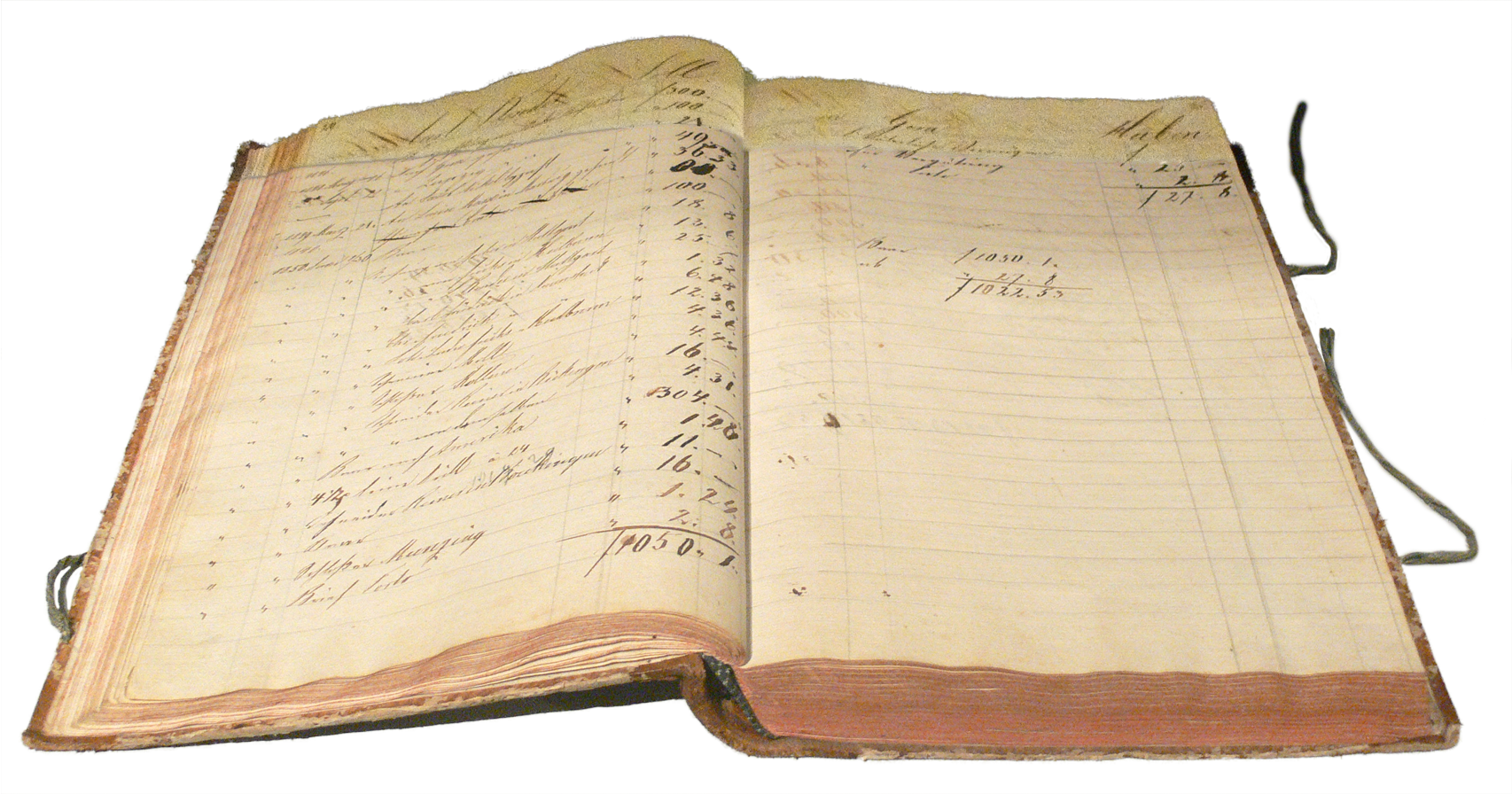
طريقة المحاسبة قديما

في المحاسبة، جودة الأرباح أو دقّة الأرباح المعلنة (بالإنجليزية: Earnings quality)‏ تشير إلى قدرة الأرباح (أو الدخل) المُبلَغ عنها على التنبؤ بالأرباح المستقبلية للشركة، ويُعد معيارًا هامًا لتقييم قابلية أرباح الشركة للتكرار، وإمكانية مراقبتها، وقابليتها للخصم، وعُرّفت بشكل واسع على أنها الدرجة التي تعكس بها الأرباح آثار الاقتصادي الأساسي، وأنها الأفضل في تقدير التدفقات النقدية، وأنها مقاومة للتغيرات (تحفظيّة)، أو يمكن التنبؤ بها.

## الأساس المنطقي
يملك مفهوم جودة الأرباح جذورًا تعود للطبيعة القضائية للمحاسبة، ويمكن رؤية ذلك بشكل واضح عبر حقيقة أنه قد تفسر الأطراف المختلفة الاقتصاد الأساسي للتداولات بشكل مختلف، وقد يكون لشركات مختلفة خصائص تجارية مختلفة.

### تفسير الأساسيات الاقتصادية
قد يختلف تفسير الاقتصاد الأساسي للتداولات، أو حتى صياغة المعايير المحاسبية بين الشركات، إلى جانب حقيقة أن المسؤول عن البيانات المالية للشركة هي إدارة الشركة، ما يسمح للإدارة بهيكلة التداولات بشكل تصل به إلى النتائج المحاسبية المرغوبة عبر اختيار تفسير معين للاقتصاد الأساسي لتداولاتها، والذي قد يختلف عن الأطراف الأخرى، يزيد ذلك من فرص الإدارة في التلاعب بالأرباح التي تقدمها بيانات الشركة.

### خصائص العمل المختلفة
إضافة لذلك، تزيد حقيقة امتلاك الشركات خصائص تجارية أساسية مختلفة من احتمال حدوث خطأ في الأرباح المعروضة، أو من احتمال التلاعب بها، مثلًا قد تستخدم الشركات التي تعمل في صناعات مختلفة جهازًا معينًا لأغراض مختلفة تمامًا، أو تستخدم جهازًا معينًا بمعدلات مختلفة تمامًا، ما يسمح للإدارة بالاختيار الأمثل بين استهلاك الجهاز حتى يصل لمرحلة الإهلاك، أو الاكتفاء باستخدامه حتى انتهاء عمره الإنتاجي. على أي حال يزيد هذا التقدير من إمكانية ارتكاب الشركات أخطاء بريئة كالاستخدام غير المقصود للعمر الإنتاجي بشكل خاطئ، ومن إمكانيتها في التلاعب بالأرباح.

### جودة الأرباح وطرق خفضها
تؤدي العوامل المذكورة أعلاه إلى تقييم خلو أرباح الشركة المُبلغ عنها من الخطأ، أو التلاعب، أي تقييم جودة أرباح الشركة.
من بين الطرق الأخرى التي تستطيع عبرها الخيارات المحاسبية خفض جودة أرباح الشركة:
- تسجيل الإيرادات في وقت مبكر جدًا، وبجودة مشكوك بها.
- تسجيل إيرادات وهمية.
- تحويل المصاريف الحالية إلى فترة مختلفة.
- الفشل في تسجيل الديون، أو التقليل من قيمتها بشكل غير صحيح.
- تحويل الإيرادات الحالية إلى فترة لاحقة.
- تحويل المصاريف المستقبلية إلى الفترة الحالية كتكلفة خاصة.

## تقييم جودة الأرباح
في حين تختلف معايير الأرباح التي يمكن اعتبارها عالية الجودة من قبل المؤلفين، فقد تكون استدامة الأرباح هي المعايير الأساسية.

### السياسات المحاسبية التحفظية
ترتبط جودة الأرباح عادة باستخدام السياسات المحاسبية التي يضعها المحافظون، ومع ذلك فقد لوحظ أن وجود نزعة تحفظية في الفترات المالية الحالية قد تسمح بتحدي السوق في الفترات المالية المستقبلية، فمثلًا اختيار طريقة الاستهلاك المعجّل، أو الطريقة التي تخصص كمية كبيرة من مصروف الاستهلاك في بداية العمر الاستهلاكي للأصل سيتيح للشركة تقديم مصاريف مرتفعة بشكل غير طبيعي لفترة مالية مالية معينة، ومصاريف منخفضة بشكل غير طبيعي للفترات المالية المستقبلية، وبذلك نحصل على تحفظية يليها تحدٍ للسوق، بمعنى آخر لا يجب استخدام القرارات التحفظية من قبل الإدارة في فترة واحدة كدليل وحيد على جودة الأرباح.

### عوامل أخرى
بناءً على ما سبق، تُقيّم جودة الأرباح على عوامل أخرى مثل:
1. العلاقة بين الأرباح المُبلَغ عنها والنشاط الاقتصادي الأساسي.
2. استمرار واستدامة الأرباح المُبلَغ عنها.
3. العلاقة بين الأرباح المُبلَغ عنها وتقييم السوق.
4. مدى وأثر المستحقات التقديرية.
5. شفافية واكتمال الإفصاحات.
6. تأثير انخفاض الأرباح المُبلَغ عنها على صورة الشركة.
7. تعامل الشركة مع الأخبار السيئة.[3]
8. الدرجة التي تكون عندها الأرباح تقديرات جيدة للتدفقات النقدية.[4]

### استدامة الأرباح
يعتبر أحد المؤلفين أن الأرباح تكون ببساطة ذات جودة عندما تكون مستدامة.

### التضارب في طرق التقييم
توجد تعاريف مختلفة لجودة الأرباح، وبالتالي توجد طرق مختلفة للتقييم، ما يؤدي أحيانًا لوجود تناقضات بين هذه الطرق، فعلى سبيل المثال عند استخدام معايير ارتباط بين الأرباح المبلَغ عنها والنشاط الاقتصادي الأساسي فقط يؤدي الاستهلاك المتسارع إلى أرباح ذات جودة أعلى من إهلاك الخط المستقيم، في حين أن العكس هو الصحيح في حال استخدم الشخص معايير قابلية التنبؤ بالأرباح فقط.